# Gewone koekoekswesp
De gewone koekoekswesp (Dolichovespula adulterina) is een veldwesp (Vespinae) uit de familie van de plooivleugelwespen (Vespidae). De wetenschappelijke naam van de soort is voor het eerst geldig gepubliceerd in 1905 door du Buysson.
De soort heeft een holarctische verspreiding en wordt sinds 1966 ook in Nederland waargenomen. De soort parasiteert vooral op de Saksische wesp en produceert geen eigen werksters. Daarnaast wordt de Noorse wesp gebruikt als alternatieve gastheer.